# Edward Stafford, IV barone Stafford
Edward Stafford (1572 – 16 settembre 1625) è stato un nobile inglese.

## Biografia
Era figlio di Edward Stafford, III barone Stafford e di Maria Stanley, figlia di Edward Stanley, III conte di Derby e Dorothy Howard.
Divenne quarto barone Stafford in seguito alla morte di suo padre nel 1603.
Edward continuò ad essere patrone come suo padre di una compagnia itinerante di suonatori chiamata Lord Stafford's Company, che fu attiva fino al 1617.
Sposò Isabel Forster, figlia di Thomas Forster di Tong, nel Shropshire. La coppia ebbe un solo figlio:
- Edward (1602 – 6 aprile 1621), che sposò Ann Wilford e da cui ebbe due figli.

Suo figlio Edward gli premorì nel 1621 così che il titolo passò a suo nipote Henry.

## Ascendenza
|                                      |                                   |                                      | Genitori                                |  |  | Nonni |  |  | Bisnonni                                |  |  | Trisnonni                             |  |
|                                      |                                   |                                      |                                         |  |  |       |  |  | Edward Stafford, III duca di Buckingham |  |  | Henry Stafford, II duca di Buckingham |  |
|                                      |                                   |                                      |                                         |  |  |       |  |  | Edward Stafford, III duca di Buckingham |  |  | Henry Stafford, II duca di Buckingham |  |
|                                      |                                   | Catherine Woodville                  |                                         |  |  |       |  |  | Edward Stafford, III duca di Buckingham |  |  |                                       |  |
| Henry Stafford, I barone Stafford    |                                   |                                      |                                         |  |  |       |  |  | Edward Stafford, III duca di Buckingham |  |  |                                       |  |
|                                      |                                   | Eleanor Percy                        | Henry Percy, IV conte di Northumberland |  |  |       |  |  |                                         |  |  |                                       |  |
|                                      |                                   | Eleanor Percy                        | Henry Percy, IV conte di Northumberland |  |  |       |  |  |                                         |  |  |                                       |  |
|                                      |                                   | Eleanor Percy                        | Maud Herbert                            |  |  |       |  |  |                                         |  |  |                                       |  |
| Edward Stafford, III barone Stafford |                                   | Eleanor Percy                        |                                         |  |  |       |  |  |                                         |  |  |                                       |  |
|                                      |                                   | Richard Pole                         | Geoffrey de la Pole                     |  |  |       |  |  |                                         |  |  |                                       |  |
|                                      |                                   | Richard Pole                         | Geoffrey de la Pole                     |  |  |       |  |  |                                         |  |  |                                       |  |
|                                      |                                   | Richard Pole                         | Edith St John                           |  |  |       |  |  |                                         |  |  |                                       |  |
| Ursula Pole                          |                                   | Richard Pole                         |                                         |  |  |       |  |  |                                         |  |  |                                       |  |
|                                      |                                   | Margaret, VIII contessa di Salisbury | George, I duca di Clarence              |  |  |       |  |  |                                         |  |  |                                       |  |
|                                      |                                   | Margaret, VIII contessa di Salisbury | George, I duca di Clarence              |  |  |       |  |  |                                         |  |  |                                       |  |
|                                      |                                   | Margaret, VIII contessa di Salisbury | Isabel Neville                          |  |  |       |  |  |                                         |  |  |                                       |  |
| Edward Stafford, IV barone Stafford  |                                   | Margaret, VIII contessa di Salisbury |                                         |  |  |       |  |  |                                         |  |  |                                       |  |
|                                      | Thomas Stanley, II conte di Derby | George Stanley, IX barone Strange    |                                         |  |  |       |  |  |                                         |  |  |                                       |  |
|                                      | Thomas Stanley, II conte di Derby | George Stanley, IX barone Strange    |                                         |  |  |       |  |  |                                         |  |  |                                       |  |
|                                      | Thomas Stanley, II conte di Derby | Joan Strange                         |                                         |  |  |       |  |  |                                         |  |  |                                       |  |
| Edward Stanley, III conte di Derby   | Thomas Stanley, II conte di Derby |                                      |                                         |  |  |       |  |  |                                         |  |  |                                       |  |
|                                      |                                   | Anne Hastings                        | Edward Hastings, II barone Hastings     |  |  |       |  |  |                                         |  |  |                                       |  |
|                                      |                                   | Anne Hastings                        | Edward Hastings, II barone Hastings     |  |  |       |  |  |                                         |  |  |                                       |  |
|                                      |                                   | Anne Hastings                        | Mary Hungerford                         |  |  |       |  |  |                                         |  |  |                                       |  |
| Mary Stanley                         |                                   | Anne Hastings                        |                                         |  |  |       |  |  |                                         |  |  |                                       |  |
|                                      |                                   | Thomas Howard, II duca di Norfolk    | John Howard, I duca di Norfolk          |  |  |       |  |  |                                         |  |  |                                       |  |
|                                      |                                   | Thomas Howard, II duca di Norfolk    | John Howard, I duca di Norfolk          |  |  |       |  |  |                                         |  |  |                                       |  |
|                                      |                                   | Thomas Howard, II duca di Norfolk    | Katherine Moleyns                       |  |  |       |  |  |                                         |  |  |                                       |  |
| Dorothy Howard                       |                                   | Thomas Howard, II duca di Norfolk    |                                         |  |  |       |  |  |                                         |  |  |                                       |  |
|                                      |                                   | Agnes Tylney                         | Hugh Tylney                             |  |  |       |  |  |                                         |  |  |                                       |  |
|                                      |                                   | Agnes Tylney                         | Hugh Tylney                             |  |  |       |  |  |                                         |  |  |                                       |  |
|                                      |                                   | Agnes Tylney                         | Eleanor Tailboys                        |  |  |       |  |  |                                         |  |  |                                       |  |
|                                      |                                   | Agnes Tylney                         |                                         |  |  |       |  |  |                                         |  |  |                                       |  |